# Vieux (Tarn)
Vieux – miejscowość i gmina we Francji, w regionie Oksytania, w departamencie Tarn. W 2013 roku jej populacja wynosiła 197 mieszkańców. Przez gminę przepływa rzeka Vère. 